# Кислое (Харьковская область)
Кислое (укр. Кисле), село, 
Борковский сельский совет,
Змиёвский район,
Харьковская область.
Код КОАТУУ — 6321780506. Население по переписи 2001 года составляет 50 (21/29 м/ж) человек.

## Географическое положение
Село Кислое находится в 3,5 км от реки Мжа (правый берег), примыкает к селу Лелюки.
На расстоянии в 2-х км проходит автомобильная дорога М-18 (E 105), в 1-м км — автомобильная дорога Т-2107.
К селу примыкает небольшой лесной массив урочище Солдатенково (дуб).
В селе небольшой пруд.

## История
- 1659 - дата основания Борок.
- В 1940 году хутор назывался Кисловский; на нём были 13 дворов и ветряная мельница.[1]

## Экономика
- Птице-товарная ферма.